# Бережной, Александр Феодосеевич
Алекса́ндр Феодосе́евич Бережно́й (1916—2005) — советский и российский учёный, доктор филологических наук, профессор, действительный член Академии гуманитарных наук РФ.
Автор более 200 научных работ, в том числе 30 книг, его труды переведены на английский, немецкий, французский, польский, чешский и испанский языки.

## Биография
Родился 10 октября 1916 года в городе Ровеньки Российской империи (ныне — Луганская область Украины).
После окончания горнопромышленного училища в Свердловске получил профессию шахтного электрослесаря, работал на шахтах Донбасса. В 1938 году окончил рабфак. В 1939 году поступил на английское отделение филологического факультета Ленинградского государственного университета, но через два месяца был призван в армию. Затем в течение семи лет участвовал в войнах с Финляндией, Германией и Японией — закончил войну на Дальнем Востоке заместителем командира дивизиона.
В 1946 году вернулся в университет и был принят на отделение журналистики филологического факультета, окончив его с отличием. Продолжил обучение в аспирантуре, и в 1953 году, защитив кандидатскую диссертацию, Бережной был принят на работу на кафедру теории и практики партийно-советской печати. В этом же году был избран секретарем партийного комитета университета. Благодаря усилиям Александра Феодосеевича в 1954—1961 годах шла подготовка создания факультета журналистики, который был создан в 1961 году и Бережной был избран его деканом (занимал этот пост в течение следующих 15 лет). Более тридцати лет он возглавлял кафедру теории и практики печати. В 1966 году защитил докторскую диссертацию по специальности «Журналистика».
Дочь Марина (род. 1959) — доктор филологических наук, заведующая кафедрой телерадиожурналистики СПбГУ.
Умер 28 марта 2005 года. Похоронен на Северном кладбище Санкт-Петербурга.

## Заслуги
- За военные подвиги был награждён орденами Отечественной войны 2-й степени и Красной Звезды, а также медалями[5].
- В 1986 году Бережному были присуждены премии Союза журналистов и Ученого совета факультета, в 1994 году ему было присвоено звание действительного члена Академии гуманитарных наук России.
- В 1999 году был награждён орденом Почета, в 2001 году было присвоено звание почетного профессора СПбГУ.
- В 2003 году А. Ф. Бережной был награждён премией Академии журналистики, а в 2005 году удостоен премии Санкт-Петербургского государственного университета «За научные труды».
- Заслуженный работник высшей школы Российской Федерации (2005)[6]